# Willie Phiri
Willie Phiri, né le 3 juin 1953 et mort le 2 juin 2011, était un footballeur international puis entraîneur zambien. Il évoluait au poste de milieu de terrain.

## Carrière
Né en Rhodésie du Nord, Phiri a joué pour le club local de Nchanga Rangers pendant près de quinze ans.
Phiri a fait plusieurs apparitions sous le maillot zambien, notamment lors de onze matchs de qualifications pour la Coupe du monde, et a participé à la Coupe d'Afrique des Nations 1974 et 1978.
Après avoir pris sa retraite de footballeur en 1983, Phiri est devenu entraîneur. Il est nommé entraîneur du Nchanga Rangers en 1984.

## Palmarès joueur
- Championnat de Zambie : 1980
- Coupe de Zambie : 1978

## Vie personnelle
Le père de Willie Phiri, Mulimakwenda, était policier. Nourrissant de plus grandes ambitions pour son fils que le football, il soutenait davantage son éducation que sa carrière naissante. Il considérait que le football était un obstacle pour assurer à son fils un avenir professionnel plus sûr. Cependant, son ami Damiano Mutale a permis à Willie Phiri de se révéler, et de devenir l'un des meilleurs milieux de terrain de l'histoire de la Zambie. Damiano avait constaté le talent du jeune Phiri lorsqu'il jouait avec ses amis. Convaincu de la possibilité pour Willie de faire carrière, il l'a emmené voir l'entraîneur du club local, les Nchanga Rangers. Ce dernier lui a donné l'occasion de faire un essai, que Phiri a brillamment réussi. À l'âge de 15 ans, il est devenu l'un des plus jeunes membres de l'équipe.
Phiri est devenu une légende locale du club qu'il a ensuite dirigé. En janvier 1993, il est victime d'un accident de la route qui le contraint à se déplacer en fauteuil roulant. Sa passion pour le sport ne s'est jamais démentie et il a joué un rôle déterminant dans les succès des Nchanga Rangers et de l'équipe nationale tout au long de sa vie. Willie Phiri est décédé la veille de son 58e anniversaire. Célèbre pour la qualité de ses coups francs et son dribble connu sous le nom de « walking walking », il reste dans les annales du club des Nchanga Rangers.
Willie Phiri avait une épouse Alice Ivy Phiri, et  cinq enfants, deux garçons : Willie Phiri Jr. et Fumbani Phiri, et trois filles : Michelle Phiri-Kazala, Tracy Phiri-Bath et Karen Mukanzo-Phiri.